# Ataenius petrovitzi
Ataenius petrovitzi är en skalbaggsart som beskrevs av Vladimir Balthasar 1960. Ataenius petrovitzi ingår i släktet Ataenius och familjen Aphodiidae. Inga underarter finns listade.